# Carl Arnold Ruge
Carl Arnold Ruge (Berlino, 24 settembre 1846 – 15 aprile 1926) è stato un patologo e ginecologo tedesco.

## Biografia
Ruge era il nipote del patologo Rudolf Virchow (1821-1902). Per un certo numero di anni ha servito come direttore del laboratorio per la ricerca microscopica e clinica nel Frauenklinik presso il Charité-Berlino. A Berlino ha lavorato a stretto contatto con il ginecologo Ernst Ludwig Karl Schroeder (1838-1887). Dal 1882 al 1912 è stato direttore dell'istituto patologico per ginecologia all'università Frauenklinik. Nel 1896 è stato nominato professore.
Ruge era un pioniere della diagnosi microscopica nel campo della ginecologia. Con il suo socio Johann Veit (1852-1917), nel 1870, hanno introdotto la biopsia chirurgica come uno strumento di diagnostica necessaria. Dalle loro biopsie, hanno dimostrato che ci sono stati troppi casi di interventi chirurgici non necessari per il cancro del collo dell'utero, dimostrando che i medici non erano spesso in grado di rilevare il cancro senza l'aiuto di una biopsia.
Ruge è anche merito di aver prima definito le vene varicose come "qualsiasi vena dilatata, allungata e tortuosa indipendentemente dalle dimensioni".